# Pseudophaneroptera major
Pseudophaneroptera major är en insektsart som beskrevs av Brunner von Wattenwyl 1891. Pseudophaneroptera major ingår i släktet Pseudophaneroptera och familjen vårtbitare. Inga underarter finns listade i Catalogue of Life.